# Nehrung

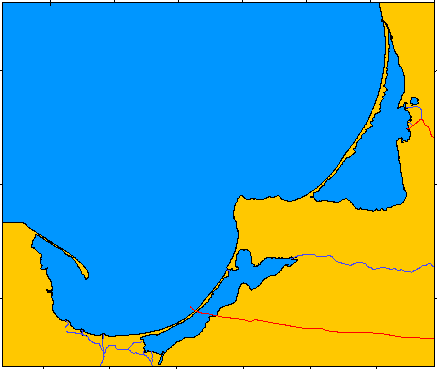
Nehrungen in der Ostsee

Eine Nehrung (von mittelhochdeutsch nare „Landenge“ bzw. litauisch Neringa „hineinstecken“) ist ein schmaler Sandstreifen, der ein Haff vom offenen Meer abtrennt. Nehrungen sind typisch für gezeitenlose Meere wie die Ostsee. Schließt sich eine Nehrung, wird das abgetrennte Haff zur Lagune. Gelegentlich begegnet man der Bezeichnung Lido.

## Entstehung
Die Entstehung einer Nehrung erfordert ein flaches Küstenvorfeld, einen ausreichend großen Sedimentvorrat und einen geringen oder fehlenden Tidenhub. Bei stärkerem Tidenhub entstehen Barriereinseln, ist der Tidenhub höher als 4 m, entstehen Sandbänke. Eine Nehrung entsteht bei der Bildung einer Ausgleichsküste aufgrund von Sedimentverdriftung durch küstenparallele Strömungen an Stellen, wo sich die Küstenlinie gegenüber der Strömungslinie landeinwärts wendet. Dort wird das von der Strömung mitgeführte Sediment zunächst als Strandhaken abgelagert, der zu einer Nehrung weiterwachsen kann. Der durch die Nehrung vom Meer weitgehend abgetrennte Teil wird Haff oder Bodden genannt und enthält Brackwasser, da er einerseits durch Süßwasserzufluss zunehmend ausgesüßt wird und andererseits nur ein geringfügiger Wasseraustausch mit dem offenen Meer besteht. Die Stelle, an der Zuflüsse die Nehrung durchbrechen und ins offene Meer münden, wird Tief genannt. Bei einer geschlossenen Nehrung bezeichnet man das abgetrennte Gewässer als Lagune.
Häufig bilden sich auf Nehrungen Sekundärdünen.

## Beispiele

### Große Nehrungen
|  | Kurische Nehrung, Ostsee                                  | zwischen Ostsee und Kurischem Haff, nördlich der Halbinsel Samland, Litauen und Russland |
|  | Frische Nehrung, Ostsee                                   | zwischen Ostsee und Frischem Haff, südlich der Halbinsel Samland, Polen und Russland     |
|  | Halbinsel Hel, Ostsee                                     | in der Danziger Bucht; früher Putziger Nehrung genannt, Polen                            |
|  | Inseln Lido, Pellestrina und Sottomarina, Mittelmeer      | zwischen Adria und der Lagune von Venedig, Italien                                       |
|  | Miankaleh-Halbinsel und Insel Aschūradeh, Kaspisches Meer | an der Südküste im Iran                                                                  |
|  | Fire Island, Atlantik                                     | südlich von Long Island in den Vereinigten Staaten                                       |

### Ostseeraum
- Der Priwall vor Travemünde
- Die Schaabe als Teil von Rügen
- Die Schmale Heide als Teil von Rügen
- Der Bug als Teil von Rügen
- Die dänisch retodde genannte Landzunge auf Livø

Nehrungen finden sich in der Ostsee in der Schleimündung, in der Flensburger Förde auf der Halbinsel Holnis, an der  Kieler Außenförde bei Wendtorf, in der Hohwachter Bucht, auf Fehmarn (Grüner Brink, Krummsteert), zwischen Fischland und Darß, Darß und Zingst, Zingst und Großer Werder, Kleine Werder und Bock, auf Vilm (Großer Haken), auf Poel sowie Altbessin und Neubessin auf Hiddensee.

### Nordseeküste
- Agger Tange und Harboøre Tange, die den dänischen Limfjord von der Nordsee trennen
- Bøvling Klit am Nissum Fjord
- Holmsland Klit am Ringkøbing Fjord
- Orford Ness an der Südostküste von Großbritannien, größte bewachsene Nehrung mit Kiesboden

Ferner finden sich auch an der Nordsee kleinere Nehrungshaken am Sylter Ellenbogen und der Amrumer Odde.

### Weitere Beispiele
- Frankreich: An der Mittelmeerküste Frankreichs gibt es zahlreiche Nehrungen; die dort zahlreichen flachen Küstenseen (étangs) werden durch sie vom offenen Meer abgetrennt (z. B. Étang de Canet-Saint-Nazaire, Étang de Leucate, Étang de Thau, Étang de l’Or, Étang de Vaccarès, Étang de Berre).
- Marokko: Das sogenannte Mar Chica („kleines Meer“) bei der marokkanischen Stadt Nador ist einer der größten Lagunenseen Afrikas; es ist durch eine knapp 20 km lange Nehrung mit nur einer Öffnung vom Mittelmeer abgetrennt.
- Ukraine: Eine Reihe von Nehrungen prägen die Nordküste des Asowschen Meeres. Mit 115 km die längste ist die Arabat-Nehrung zwischen der Halbinsel Krim und dem Gebiet Cherson auf dem ukrainischen Festland. Östlich liegen etwa die Fedotowa-Nehrung, die Berdjanska-Nehrung und die Ejskaja-Nehrung.
- Angola: Die Insel Ilha do Cabo vor dem historischen Stadtkern von Luanda, und etwas weiter südlich Mussulo, erzeugt vom Benguelastrom.
- Mexiko: Die Südküste des Golfs von Mexiko ist von zahlreichen Lagunenseen mit zumeist palmenbewachsenen Nehrungen gesäumt; die größte ist die Laguna de Términos.
- Japan: Die Sandbank Amanohashidate in der Miyazu-Bucht in der japanischen Präfektur Kyoto.

## Nachweise
1. ↑  Lido ▶ Rechtschreibung, Bedeutung, Definition, Herkunft – Duden. In: duden.de. Abgerufen am 23. Juli 2024.
2. ↑  Die Ostseeküste. Von Haffs, Nehrungen und Strandhaken. Scinexx.de, 20. Juni 2014.